# Tarrant (Alabama)
Pour les articles homonymes, voir Tarrant.
Tarrant est une ville américaine située dans le comté de Jefferson en Alabama.
La population de Tarrant est estimée en 2015 à 6 210 habitants, soit une baisse de 2,9 % par rapport aux 6 397 habitants recensés en 2010. Dans cette ville majoritairement afro-américaine, près d'un tiers de la population vit dans la pauvreté.
La municipalité s'étend sur 6,39 milles carrés (16,55 km2), dont 6,36 milles carrés (16,47 km2) de terres.

## Démographie
| 1920 | 1930  | 1940  | 1950  | 1960  | 1970  |
| ---- | ----- | ----- | ----- | ----- | ----- |
| 734  | 7 341 | 6 833 | 7 571 | 7 810 | 6 835 |

| 1980  | 1990  | 2000  | 2010  | - | - |
| ----- | ----- | ----- | ----- | - | - |
| 8 148 | 8 046 | 7 022 | 6 397 | - | - |